# Apamea elota
Apamea elota là một loài bướm đêm trong họ Noctuidae.